# Fat Tong Chau
Fat Tong Chau (kinesiska: 佛堂洲) är en ö i Hongkong (Kina). Den ligger i den östra delen av Hongkong.